# Corneliu Ciontu
Corneliu Ciontu (n. 15 noiembrie 1941, București) este un politician român. A fost deputat din anul 1996 până în 2008.

## Copilăria și tinerețea
Corneliu Ciontu este fiul lui Constantin și Matilda Ciontu. La trei ani își pierde tatăl, iar la patru ani rămâne orfan de ambii părinți. Trăiește apoi prin orfelinatele din Mogoșoaia, Arad, Sinaia și Bușteni, unde urmează și gimnaziul. Este trimis la școala profesională de Petrol Chimie din Câmpina. Termină liceul “Matei Basarab” din București, la seral, după care este admis la Facultatea de Filosofie „Ștefan Gheorghiu” (cursuri de zi), urmând a fi licențiat în sociologie.

## Familia
Corneliu Ciontu este căsătorit, are trei copii și doi nepoți.

## Activitate
- Din 1967 devine activist UTC.
- Din 1973 până în 1989 este activist PCR la sectorul 4, Comitetul Municipiului București și sectorul 5. Corneliu Ciontu nu și-a ascuns niciodată activitatea desfășurată în cadrul PCR.
- Din 1991 devine membru fondator al Partidului România Mare.
- În perioada 1992-1996 este consilier local la Primăria sectorului 5.
- În anul 1996 este ales deputat în circumscripția electorală nr. 41.
- Între 1996-1997 este chestorul Camerei Deputaților.
- 1997-2000 secretar al Camerei Deputaților.
- Între anii 2000-2005 este vicepreședinte al Camerei Deputaților.
- 2005: este exclus din PRM
- 2006: prim-vicepreședinte PNGCD
- 2007-2015: membru al Partidului Conservator
- 2015: membru fondator al Frontului Identității și Demnității Naționale

În activitatea sa, Corneliu Ciontu a participat la unele proiecte de dezvoltare urbanistică, printre care metroul București, amenajarea râului Dâmbovița și a parcului Izvor.
Iubitor al sportului alb, s-a implicat în construirea a 5 terenuri de tenis în locul unei gropi de gunoi din zona Vicina (Rahova). De asemenea a inițiat și a finalizat modernizarea a 3 săli de sport din cadrul școlilor generale 280, 150 și 128.
În PRM a ocupat funcțiile de secretar, vicepreședinte, prim vicepreședinte și președinte. Văzut ca un politician moderat și echilibrat este ales, în 2005, președintele PRM. Încercarea de modernizare și moderare a PRM a fost blocată de Corneliu Vadim Tudor printr-un conflict public cu președintele în exercițiu Corneliu Ciontu. Reîntoarcerea PRM la discursul extremist al lui Corneliu Vadim Tudor a fost inaceptabilă pentru Corneliu Ciontu, fiind astfel nevoit să părăsească Partidul România Mare. Împreună cu Corneliu Ciontu au plecat 14 deputați, zeci de consilieri locali și aproximativ 4000 de membri de partid.
În 2005 Corneliu Ciontu inițiază procedurile de înființare a unui nou partid politic, Partidul Popular, sub sloganul “România renaște prin ofensiva bunului simț”. Deși supus unui număr mare de tergiversări și presiuni politice în decembrie 2005 Partidul Popular primește hotărârea judecătorească de înființare. În 2006, la aproape un an de la inițierea procedurilor de înființare, Partidul Popular este blocat să funcționeze prin recursul formulat de PRM și alte câteva partide neparlamentare. Corneliu Ciontu a considerat blocarea accesului Partidului Popular la scena politică ca un abuz și o amenințare adusă democrației românești. În 2006 Corneliu Ciontu devine prim vicepreședinte al PNG. Diferendurile de opinie și viziune politică îl obligă să se retragă din PNG înscriindu-se în 2007 în Partidul Conservator. Din 2007 până în 2015, Corneliu Ciontu deține funcția de vicepreședinte al Partidului Conservator.

## Distincții
- Steaua României în grad de Cavaler